# Darlanne Fluegel
Darlanne Fluegel (ur. 25 listopada 1953 w Wilkes-Barre, zm. 15 grudnia 2017 w Orlando) – amerykańska aktorka telewizyjna i filmowa, modelka, wystąpiła w filmach Żyć i umrzeć w Los Angeles, Zapomnieć o strachu i Dawno temu w Ameryce.

## Życiorys

### Wczesne lata
Urodziła się w Wilkes-Barre w stanie Pensylwania. Wychowała się w Binghamton w stanie Nowy Jork. Była chłopczycą, która czuła się bardziej związana z trzema młodszymi braćmi niż dwiema starszymi siostrami. Kiedy miała 16 lat, jej ojciec, z zawodu kręgarz, zmarł nagle na nowotwór mózgu. By „nie być ciężarem” dla swojej matki, która pracowała w Departamencie Ubezpieczeń Społecznych i „jak najszybciej wyjechać z Binghamton”, przeprowadziła się do Nowego Jorku.

### Kariera
W wieku 18 lat podpisała kontrakt z nowojorską agencją prowadzoną przez Eileen Ford. W latach 1974–1981 pracowała jako modelka za 100 dolarów za godzinę, najpierw dla Ford Agency, a następnie agencji Zoli.
Zadebiutowała na ekranie jako modelka, która ucieka przed ścigającym ją szaleńcem w dreszczowcu psychologicznym Irvina Kershnera Oczy Laury Mars (1978) z Faye Dunaway. Pojawiła się potem jako Nanelia w sensacyjnym filmie przygodowym Rogerem Cormanem Bitwa poza gwiazdami (Battle Beyond the Stars, 1980) z Richardem Thomasem, Robertem Vaughnem i Johnem Saxonem. Znalazła się też w obsadzie sportowego filmu o boksie Freda Williamsona Wojownik zaginionego świata (The Last Fight, 1983) z udziałem jazzmana Rubéna Bladesa jako Sally.
W gangsterskiej opowieści Sergio Leone Dawno temu w Ameryce (Once Upon a Time in America, 1984) wystąpiła jako dziewczyna Davida 'Noodlesa' Aaronsona (Robert De Niro). W dramacie sensacyjnym Williama Friedkina Żyć i umrzeć w Los Angeles (1985) zagrała postać narkomanki współpracującej z policją. W komedii kryminalnej Petera Hyamsa Zapomnieć o strachu (1986) była żona protagonisty (Billy Crystal). W serialu Crime Story (1986-87) wystąpiła jako Julie Torello, żona policjanta (Dennis Farina).
W latach 2002–2007 prowadziła własną szkołę aktorską Film School, University of Central Florida. Wyprodukowała też dokument Land of the Rising Fastball, opowiadający historię japońskiego baseballa.
W 1983 roku wyszła za mąż za Michaela Irę Smalla, z którym miała dwójkę dzieci: syna Coultera Nathana i córkę Jenickę (ur. 30 czerwca 1988). Jednak w roku 2004 doszło do rozwodu.
Mając 56 lat dowiedziała się, że jest chora na Alzheimera. Zmarła 15 grudnia 2017 w swoim domu w Orlando na Florydzie w wieku 64 lat.

## Filmografia

### Filmy fabularne
- 1978: Oczy Laury Mars jako Lulu
- 1983: Dawno temu w Ameryce jako Eve
- 1985: Żyć i umrzeć w Los Angeles jako Ruth Lanier
- 1986: Twardziele jako Skye
- 1986: Zapomnieć o strachu jako Anna Costanzo
- 1989: Osadzony jako Melissa
- 1992: Smętarz dla zwierzaków II jako Renee Hallow / Matthews
- 1996: Człowiek ciemności III: Walka ze śmiercią jako Bridget Thorne

### Seriale TV
- 1985: MacGyver jako Barbara Spencer
- 1986: Nowa seria Alfred Hitchcock przedstawia jako Zoe
- 1986-87: Crime Story jako Julie Torello
- 1990: Cwaniak (Wiseguy) jako Lacey